# Domiąża
Die Domiąża (bis 1945 Damanscher Strom) ist ein etwa 10 km langer Abschnitt der Oder im Unteren Odertal innerhalb der Stadtgrenzen von Police. Die Domiąża umfasst den Flussabschnitt von der Insel Mnisi Ostrów (Grenze zwischen Stettin und Police) bis zum Anfang der Insel Długi Ostrów, wo sie sich in den Wąski Nurt (Policki Kanal) und den Szeroki Nurt aufteilt. Sie bildet Binnengewässer und ist in die Verwaltungsgrenzen des Seehafens Police einbezogen. Bis 1945 wurde der deutsche Name „Damanscher Strom“ verwendet. Im Jahr 1949 wurde offiziell der polnische Name „Domiąża“ festgelegt.